# Януш Павло Острозький
Януш Павло Острозький (1598—1619) — український магнат та удільний князь у Речі Посполитій. Представник роду Острозьких власного гербу.

## Життєпис
Представник роду Острозьких власного гербу. Старший син Олександра Острозького, воєводи волинського, та Анни Костчанки. Народився в 1597 році. У 1603 році втратив батька. Виховувався у Ярославі разом зі старшим братом Костянтином матір'ю.
На початку 1610-х років з братом Янушом вирушив на навчання до Німеччини і Італії. Тут перейшов у католицтво. Влітку 1615 року повернувся до Острога. 1616 року офіційно оголошено повнолітнім. Зберігав дружні стосунки з братом Адамом Костянтином, не поспішаючи ділити батьківські маєтності. Водночас разом братом виступив проти земельних зазіхань стрийка Януша Острозького.
У грудні 1617 або січні 1618 року обрано послом від Волинського воєводства на вальний сейму Варшаві. До нього поїхав у лютому 1618 року спільно з братом Адамом Костянтином. На зворотньому шляху у квітні того ж року раптово помер його брат, залишивши усе майно Янушу-Павлу. Останній за підтримку свого стрийка позбавив маєтків значну частину волинської шляхти, які тим було надано Олександром Острозьким. Ці маєтки передав берестейські та перемишлянській шляхті (Хмелецьким, Глембоцьким, Джевєцьким). Маршалком (головним слугою) призначив шляхтича Миколая Кричевського з Берестейщини.
Втім у 1619 році в Любліні раптово помирає сам Януш Павло, залишивши статки сестрам Софії, Катерині та Ганні. Поховано 29 жовтні в Ярославі.